# Fundulus similis
Fundulus similis es una especie de pez de la familia de los fundúlidos en el orden de los ciprinodontiformes.

## Morfología
Los machos pueden llegar a los 12 cm de longitud total.

## Distribución geográfica
Se encuentran en Norteamérica: Florida (Estados Unidos).